# Forestville (New York)
Forestville is een plaats (village) in de Amerikaanse staat New York, en valt bestuurlijk gezien onder Chautauqua County. De plaats ligt in de Town of Hanover.

## Demografie
Bij de volkstelling in 2000 werd het aantal inwoners vastgesteld op 770.
In 2006 is het aantal inwoners door het United States Census Bureau geschat op 722, een daling van 48 (-6,2%).

## Geografie
Volgens het United States Census Bureau beslaat de plaats een oppervlakte van
2,5 km², geheel bestaande uit land. Forestville ligt op ongeveer 284 m boven zeeniveau.

## Plaatsen in de nabije omgeving
De onderstaande figuur toont nabijgelegen plaatsen in een straal van 16 km rond Forestville.